# N-70 シグナス
N-70 シグナス
N-70 シグナス（岐阜かかみがはら航空宇宙博物館）
- 用途：モーターグライダー
- 分類：実験機
- 設計者：日本大学理工学部
- 製造者：日本大学理工学部
- 初飛行：1971年12月16日
- 生産数：1機・試作のみ（卒業研究）
- 運用状況：運用終了・展示

N-70 シグナスは、1970年代初頭に日本大学理工学部が設計・製造した戦後初の本格的国産モーターグライダーである。

## 開発・運用
N-70の計画は、1970年度に日本大学理工学部機械工学科航空専修コース・同学部精密機械工学科木村研究室（木村秀政）との合同卒業研究として開始された。1971年度の卒業研究「N-70 モーターグライダーの設計・試作」に引き継がれ、1971年12月16日に群馬県太田飛行場で初飛行に成功、翌12月17日には報道関係者の前で公開飛行を行った。1972年2月11日には日本大学両国講堂で命名式が行われた。Nは日本大学、70は開発開始年度の1970、シグナスはCygnus（白鳥座）を表す。N-70は耐空類別、特殊航空機X(動力滑空機)として登録され、卒業研究のため様々な実験に使用された。後年になって自作航空機に機体番号が付与されることになった際に遡ってJX0002が付与された。その後、かかみがはら航空宇宙博物館に収蔵され、展示されている。
また、木村研究室では1975年4月から新たな卒業研究として、N-70のデータを基にN-75モーターグライダーの開発に着手した。これは滑空性能を重視した機体だったが、1983年までに開発は中止された。

## 機体
N-70は単座低翼単葉機であり、片持ちの主翼は木製単桁構造の羽布張りだった。胴体は木製合板張りのセミモノコック構造で、ワンピースキャノピーを備えた密閉型のコクピットとなっていた。降着装置として、胴体前方に一輪の引込式主車輪および固定式の尾輪を備え、主翼両翼には補助車輪を備えていた。
N-70はモーターグライダーであり、飛行機のように自力で離陸・再上昇できる。動力には富士重工業株式会社（現 SUBARU）から提供された自動車(スバル・ff-1)用水平対向式エンジン(1,100cc、後に1,300ccに換装) を搭載。軽飛行機に近い性格の機体ながらも、主翼の翼型には摩擦抵抗の低いFXという層流翼型を採用し、純粋なグライダー並みの性能を併せ持つこととなった。

## 性能・諸元
出典: Jane's All the World's Aircraft 1973-74、かかみがはら航空宇宙博物館展示
諸元
- 乗員: 1
- 全長: 6.90 m （22 ft 7.7 in）
- 全高: 1.75 m （5 ft 8.9 in）
- 翼幅: 15 m（49 ft 2.6 in）
- 翼面積: 15.00 m2 （161.46 sq ft）
- 翼型: Wortmann FX 61-184/ FX 60-126[8]
- 空虚重量: 343 kg （756 lb）
- 最大離陸重量: 555 kg （1,224 lb）
- 動力: 富士重工業EA61/EA62 液冷水平対向型4気筒1100cc/1300cc、33 kW/59 kW （44 hp/80 hp）   × 1

性能
- 最大速度: 160 km/h （86 kn）
- 失速速度: 70 km/h （38 kn）
- 航続距離: 480 km （260 NM）
- 最大揚抗比: 25